# Jequitinhonha (1864)

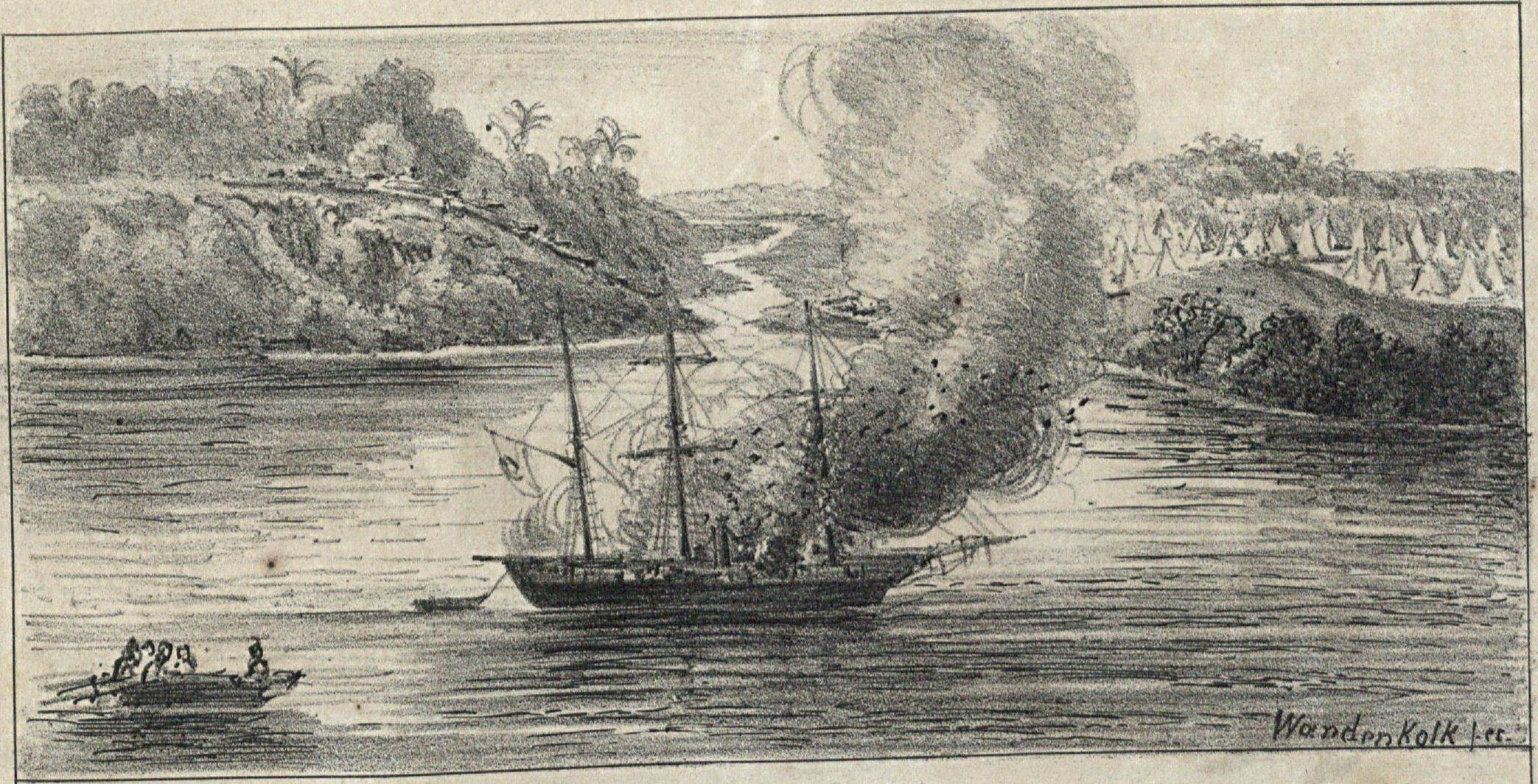
«Жекичіньонья» горить, залишена екіпажем

Паровий корвет Jequitinhonha був військовим кораблем в Імператорському флоті Бразилії під час Війни Потрійного альянсу. 

## 1854-65
«Жекичіньонья» - єдиний корабель ВМС Бразилії з цим ім'ям. Його побудували у Британії на початку 1850-х, і прибув до Бразилії 25 січня 1854.  Своє ім'я Jequitinhonha отримав на честь річки, що протікає через Мінас-Жерайс та Баїю. Першим капітаном корабля був Йоакім Раймундо Де Ламаре (Joaquim Raimundo De Lamare). У 1864 корвет включений до складу дивізіону  яким командував Франціско Перейро Пінто, що діяв проти Уругваю. 
Під командуванням  Йоакіма Жозе Пінто , корвет відплив з Буенос-Айреса 30 квітня 1865 у складі ескадри  разом з  фрегатом Amazonas, корветами Beberibe Belmonte  та Parnahyba та канонерськими човнами Araguary, Mearim, Ipiranga та Iguatemy під загальним командуванням адмірала Баррозо. Їх завданням було запобігти переправі парагвайських військ через Парану.

## Битва при Ріачуело

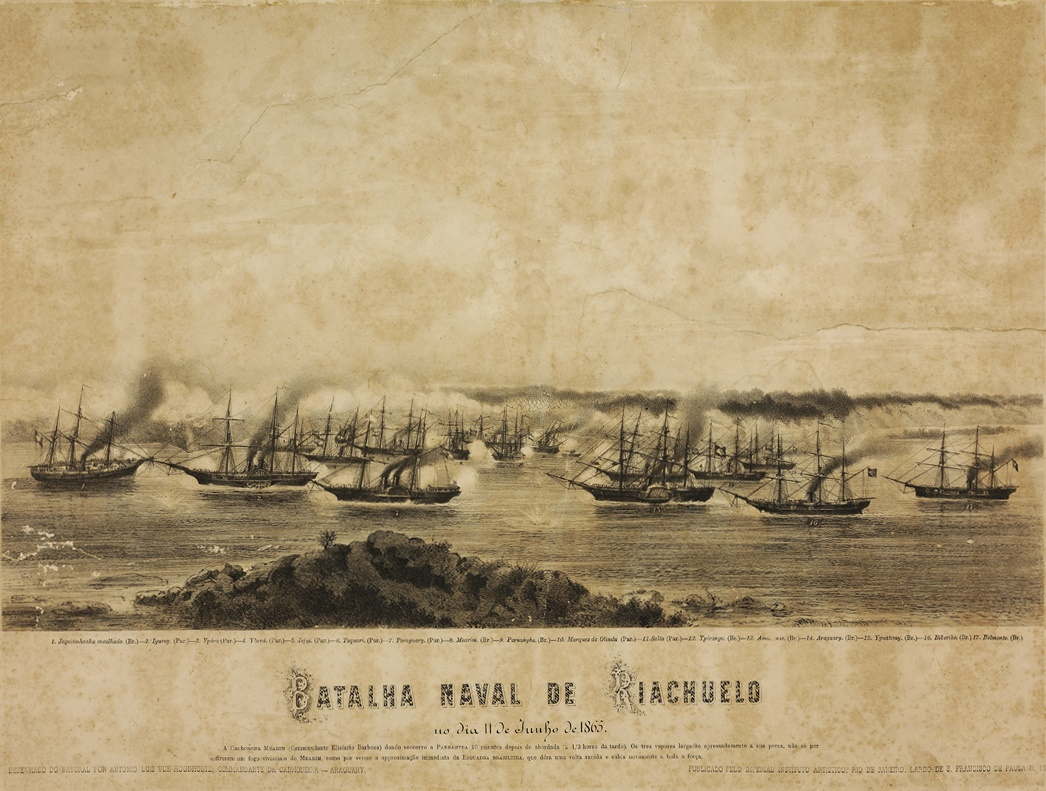
«Жекичіньонья» зліва на мілині під час битви при Ріачуело

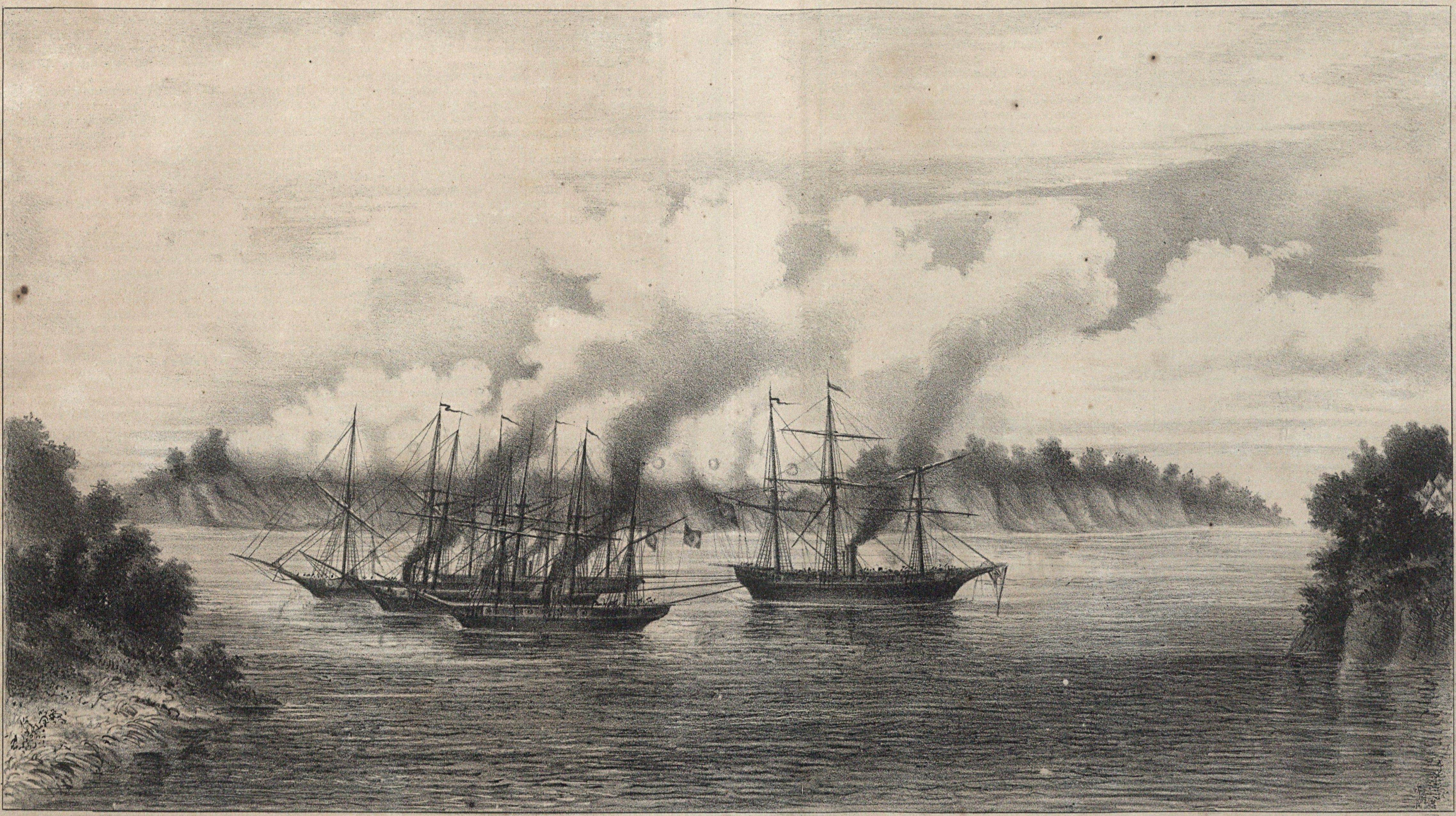
Ypiranga, Mearim, Araguary та Iguatemy намагаються стягти Jequitinhonha з мілини

11 June 1865 «Жекичіньонья» взяв участь у Вбитві при Ріачуелдо.  Парагвайський флот зробив несподівану атаку зранку поки бразильські кораблі не розвели пару у котлах. «Жекичіньонья» був найближчим до наступаючих парагвайців і отримав наказ негайно їх атакувати.
Парагвайські кораблі і баржі обстрілювали бразильців, проходячи вниз за течією, а потім  зайняли оборонні позиції. Коли бразильці переслідували їх, більшість бразильських кораблів трималися головного русла річки, але «Жекичіньонья» та ще один корабель намагалися пройти бічним руслом.  Мабуть, капітан Пінто вирішив обстріляти парагвайські берегові батареї, що змусило нього повернути корабель у річці. Під час цього маневру корабель налетів на піщану мілину. 
Корвет був другим за розмірами у  бразильській ескадрі і перевозив 200 морських піхотинців. Коли берегові батареї відкрили по ньому вогонь, одним із перших загинув місцевий лоцман, що не залишило кораблю шансів знятися з піщаної мілини. Гоменсоро, командир морських піхотинців, продовжував вести вогонь з максимально можливої кількості корабельних гармат, скільки тільки можна було нанести на ворога, поки корабель не міг маневрувати. 
Три парагвайські кораблі, Tacuarí, Salto Oriental та «Маркіз де Олінда» зробили низку рішучих спроб наблизитись та взяти «Жекичіньонья»  на абордаж але не змогли досягти успіху через  постійний вогонь з корабля. Інший бразильський корабель «Парнаїба» намагався врятувати «Жекичіньонья», але також зазнав аварії, коли повернув на допомогу, пошкодивши своє стерно. 
Після бою всю ніч і більшу частину наступного дня бразильці намагалися стягнути «Жекичіньонья» з мілини. Але врешті-решт Пінто та його екіпаж покинули корабель. Тоді парагвайці висадилися на корабель і захопили корабельні гармати. Вони також відрізали її основну рею і доставили її як трофей до Умаїти. Згодом рея була використана як центральна колона танцювальної зали. 